# Donovan Clingan
Donovan John Clingan (Bristol, 23 de fevereiro de 2004) é um jogador norte-americano de basquete profissional que atualmente joga no Portland Trail Blazers da National Basketball Association (NBA).
Ele jogou basquete universitário pela Universidade de Connecticut, vencendo dois títulos nacionais consecutivos de 2023 a 2024. Clingan foi selecionado pelo Trail Blazers como a sétima escolha geral no draft da NBA de 2024.

## Início da vida e carreira no ensino médio
Clingan cresceu em Bristol, Connecticut, e estudou na Bristol Central High School, onde liderou o time de basquete masculino para um título estadual em 2022. Em sua terceira temporada, Clingan teve médias de 27,3 pontos, 17,2 rebotes e 5,8 bloqueios e foi nomeado o Jogador do Ano de Connecticut. Clingan foi novamente o Jogador do Ano de Connecticut após ter médias de 30,3 pontos, 18,4 rebotes e 6,2 bloqueios durante sua última temporada. Em 2 de julho de 2021, ele se comprometeu a jogar basquete universitário pela Universidade de Connecticut.

## Carreira universitária
Clingan começou sua temporada de calouro na Universidade de Connecticut como o pivô reserva de Adama Sanogo. Ele foi nomeado para a Equipe de Calouros da Big East Conference no final da temporada regular. Clingan registrou quatro pontos, três rebotes, um bloqueio e dois roubos de bola na final do Torneio da NCAA de 2023, quando sua equipe venceu por 76–59. Embora ele fosse considerado uma seleção provável no draft da NBA de 2023, ele decidiu retornar à UConn para sua segunda temporada.
Clingan começou seu segundo ano como pivô titular de UConn. Ele sofreu uma lesão no pé em um jogo contra Seton Hall em 20 de dezembro de 2023. Clingan retornou em 17 de janeiro de 2024, registrando seis pontos e cinco rebotes em 16 minutos em uma vitória de 62–48 sobre Creighton.
Em 12 de abril de 2024, Clingan declarou-se para o draft da NBA de 2024, abrindo mão de sua elegibilidade universitária restante.

## Carreira profissional

### Portland Trail Blazers (2024–Presente)
Em 26 de junho de 2024, Clingan foi selecionado pelo Portland Trail Blazers como a sétima escolha geral no draft da NBA de 2024. Como o número que ele usou na universidade estava aposentado por causa de Bill Walton, Clingan escolheu 23 como seu número de camisa. Em 4 de julho, ele assinou um contrato de 4 anos e US$3.1 milhões com Portland.
Em 23 de outubro de 2024, Clingan fez sua estreia na NBA em uma derrota de 140–104 para o Golden State Warriors.

## Estatísticas da carreira

### Universidade
| Ano      | Equipe   | PJ | PT | MPJ  | AP   | 3P   | LL   | RT  | AS  | BR | TO  | PPJ  |
| -------- | -------- | -- | -- | ---- | ---- | ---- | ---- | --- | --- | -- | --- | ---- |
| 2022–23  | UConn    | 39 | 0  | 13.1 | .655 | .000 | .517 | 5.6 | .5  | .4 | 1.8 | 6.9  |
| 2023–24  | UConn    | 35 | 33 | 22.5 | .639 | .250 | .583 | 7.4 | 1.5 | .5 | 2.5 | 13.0 |
| Carreira | Carreira | 74 | 33 | 17.8 | .647 | .125 | .550 | 6.5 | 1.0 | .4 | 2.1 | 9.9  |

## Prêmios e homenagens
NBA
- NBA All-Rookie Team:
  - Segundo time: 2025[14]

## Vida pessoal
Clingan é filho de Bill e Stacey Porrini Clingan. Ele tem uma irmã mais nova, Olivia. A mãe de Clingan, Stacey Clingan, também jogou basquete na Bristol Central, onde estabeleceu recordes escolares de rebotes e bloqueios antes de jogar basquete universitário na Universidade do Maine. Stacey Clingan morreu de câncer de mama em março de 2018. Clingan usou o número 32, o número de sua mãe, em Bristol e na UConn.